# Araneus concoloratus
Araneus concoloratus este o specie de păianjeni din genul Araneus, familia Araneidae. A fost descrisă pentru prima dată de F. O. P.-cambridge, 1904.
Este endemică în Panama. Conform Catalogue of Life specia Araneus concoloratus nu are subspecii cunoscute.